# اوبسان
اوبسان (به فرانسوی: Aubessagne) یک کمون در فرانسه است که در اوت-آلپ واقع شده‌است. اوبسان ۲۷٫۵۱ کیلومتر مربع مساحت دارد.